# Valley View (Trinidad y Tobago)
Valley View es una localidad de Trinidad y Tobago, que forma parte de la región de Tunapuna-Piarco.

## Geografía
La localidad abarca parte de la isla Trinidad y limita al norte con Maracas-St. Joseph, al sur con La Seiva Village, al este con Acono Village y al oeste con La Canoa y Gran Curucaye (localidades pertenecientes a la región de San Juan-Laventille).

## Demografía
Datos demográficos de la localidad de Valley View:
| Gráfica de evolución demográfica de Valley View entre 2000 y 2011 |
|                                                                   |